# Henryjev zakon
Henryjev zakon je plinski zakon, ki ga je formuliral angleški kemik William Henry leta 1803. Zakon pravi: 
Količina plina, raztopljenega v danem volumnu topila, je pri stalni temperaturi sorazmerna tlaku plina, s katerim je plin v ravnotežju.
To pomeni, da je topnost plina v kapljevini sorazmerna tlaku plina nad njo. Kasneje se je izkazalo, da Henryjev zakon ni uporaben samo za raztopine plinov, ampak tudi za mnogo drugih razredčenenih raztopin.
Primer Henryjevega zakona iz vsakdanjega življenja je gazirana pijača. Dokler je steklenica zaprta, je pod pokrovčkom skoraj čist ogljikov dioksid, katerega tlak je rahlo višji od zračnega tlaka, pijača sama pa je raztopina ogljikovega doksida. Ko se steklenica odpre, se nekaj ogljikovega dioksida sprosti z značilnim pokom, tlak nad kapljevino se zmanjša in ogljikov dioksid se začne iz raztopine sproščati v obliki mehurčkov. Če je kozarec s pijačo dolgo časa odprt, se v pijači vzpostavi novo ravnotežje, tokrat z ogljikovim dioksidom iz zraka. Ker je parcialni tlak ogljikovega dioksida v zraku majhen, večina plina izpari in pijača postane "prazna". 

## Matematični zapis in konstanta Henryjevega zakona
Henryjev zakon pri konstantni temperaturi se zapiše z enačbo
{\displaystyle p=k_{\rm {H}}\,c}
pri čemer je 
p = parcialni tlak topljenca

c = koncentracija

kH = konstanta z dimenzijo tlak/koncentracija
Konstanta kH je konstanta Henryjevega zakona, ki je odvisna od topljenca, topila in temperature. Vrednosti kH za nekatere pline pri 298 K znašajo:
kisik (O2): 769,2 L•atm/mol

ogljikov dioksid (CO2): 29,4 L•atm/mol

vodik (H2): 1282,1 L•atm/mol
Poleg omenjene oblike zapisa Henryjevega zakona obstaja še nekaj drugih oblik zapisa, v katerih je kH definirana drugače. Glede na to da je tudi koncentracija plina lahko izražena ali z molskim deležem ali z molalnostjo, ima konstanta različne numerične vrednosti in dimenzije.

### Druge oblike Henryjevega zakona
V tehnični literaturi naletimo na več oblik Henryjevega zakona.
| enačba: | {\displaystyle k_{\mathrm {H,pc} }={\frac {p}{c}}}                         | {\displaystyle k_{\mathrm {H,cp} }={\frac {c}{p}}}                         | {\displaystyle k_{\mathrm {H,px} }={\frac {p}{x}}} | {\displaystyle k_{\mathrm {H,cc} }={\frac {c_{\mathrm {aq} }}{c_{\mathrm {gas} }}}} |
| enote:  | {\displaystyle {\frac {\mathrm {L} \cdot \mathrm {atm} }{\mathrm {mol} }}} | {\displaystyle {\frac {\mathrm {mol} }{\mathrm {L} \cdot \mathrm {atm} }}} | {\displaystyle {\rm {atm\,}}}                      | brezrazsežna količina                                                               |
| ------- | -------------------------------------------------------------------------- | -------------------------------------------------------------------------- | -------------------------------------------------- | ----------------------------------------------------------------------------------- |
| O2      | 769,23                                                                     | 1,3×10−3                                                                   | 4,259×104                                          | 3,180×10−2                                                                          |
| H2      | 1282,05                                                                    | 7,8×10−4                                                                   | 7,099×104                                          | 1,907×10−2                                                                          |
| CO2     | 29,41                                                                      | 3,4×10−2                                                                   | 0,163×104                                          | 0,8317                                                                              |
| N2      | 1639,34                                                                    | 6,1×10−4                                                                   | 9,077×104                                          | 1,492×10−2                                                                          |
| He      | 2702,7                                                                     | 3,7×10−4                                                                   | 14,97×104                                          | 9,051×10−3                                                                          |
| Ne      | 2222,22                                                                    | 4,5×10−4                                                                   | 12,30×104                                          | 1,101×10−2                                                                          |
| Ar      | 714,28                                                                     | 1,4×10−3                                                                   | 3,955×104                                          | 3,425×10−2                                                                          |
| CO      | 1052,63                                                                    | 9,5×10−4                                                                   | 5,828×104                                          | 2,324×10−2                                                                          |

Pri čemer je
c =  množinska koncentracija plina v raztopini (v mol/L)
p = parcialni tlak plina nad raztopino (v atm)
x = molski delež plina v raztopini
Iz  enačb v Tabeli 1 je razvidno, da je konstanta Henryjevega zakona kH,pc inverzna vrednost konstante kH,cp. Glede na to, da se v literaturi vse kH imenujejo "konstanta Henryjevega zakona", mora biti bralec pozoren na to, v kateri obliki je zakon zapisan.
Henryjev zakon je uporaben samo za "dovolj razredčene raztopine". Mnoge raziskave so pokazale, da zakon velja dosti dobro za pline z majhno topnotjo v pogojih, ko pritiski niso previsoki ali temperature niso prenizke.
Druga omejitev zakona je, da topljenec ne reagira s topilom. Značilna plina, ki reagirata s topilom (vodo) sta ogljikov dioksid (CO2), ki tvori ogljikovo kislino H2CO3 in amonijak (NH3), ki tvori amonijev hidroksid (NH4OH).

### Temperaturna odvisnost konstante Henryjevega zakona
Konstanta Henryjevega zakona se spreminja s temperaturo sistema. Za  temperaturno odvisnost obstoja več enačb. Ena od njih je van 't Hoffova enačba:
{\displaystyle k_{\rm {H}}(T)=k_{\rm {H}}(T^{\ominus })\,\exp {\left[-C\,\left({\frac {1}{T}}-{\frac {1}{T^{\ominus }}}\right)\right]}\,}
v kateri je 
kH</sub>  = konstanta Henryjevega zakona pri dani temperaturi, kot je definirana v prvem odstavku članka, oziroma enaka kH,pc v Tabeli 1,

T = absolutna temperatura
T o = standardna temperatura (298 K)
Enačba je zelo približna in se uporablja samo takrat, ko ni na razpolago nobene boljše eksperimentalno določene enačbe za dani plin. Nekaj vrednosti konstante C (v kelvinih) je v prikazanih v Tabeli 2: 
| Plin | O2   | H2  | CO2  | N2   | He  | Ne  | Ar   | CO   |
| C/K  | 1700 | 500 | 2400 | 1300 | 230 | 490 | 1300 | 1300 |

Ker topnost plinov z naraščajočo temperaturo pada, se mora za enako koncentracijo plina v raztopini parcialni tlak plina ustrezno povečati. Topnost dušika v vodi se s segrevanjem vode s 25 na 95 °C zmanjša za približno 43%.  To trditev lahko preverimo sami, tako da z dušikom nasičeno (postano) vodo počasi segrevamo: majhni mehurčki plina se bodo pojavili mnogo prej, preden bo voda zavrela. Podobno velja za gazirane pijače. 
Parcialni tlak ogljikovega dioksida v morski vodi se pri vsakem dvigu temperature za 16 K podvoji.
Konstanto C lahko zapišemo kot
{\displaystyle C={\frac {\Delta _{\rm {solv}}H}{R}}=-{\frac {{\rm {d}}\left[\ln k_{\rm {H}}(T)\right]}{{\rm {d}}(1/T)}}}
pri čemer je
ΔsolvH = topilna entalpija
R = splošna plinska konstanta

## Henryjev zakon v geofiziki
V geofiziki se za topnost žlahtnih plinov v stiku s silikatno talino uporablja posebna oblika Henryjevega zakona:
{\displaystyle C_{\rm {melt}}/C_{\rm {gas}}=\exp \left[-\beta (\mu _{\rm {melt}}^{\rm {E}}-\mu _{\rm {gas}}^{\rm {E}})\right]\,}
v kateri je
C = številčna koncentracija plina v talini in v plinski fazi
β = 1/kβT na inverzni temperaturni skali: kβ = Boltzmannova konstanta
µE = presežek kemijskih potencialov zaztopljenega plina v obeh fazah

## Henryjev zakon proti Raoultovemu zakonu
V razredčenih raztopinah je koncentracija topljenca približno sorazmerna z njegovim molskim deležem x, zato se Henryjev zakon lahko zapiše kot 
{\displaystyle p=k_{\rm {H}}\,x}
kar je primerljivo z Raoultovim zakonom, ki se glasi
{\displaystyle p=p^{\star }\,x}
Pri čemer je
p* = parni tlak čiste komponente.
Na prvi pogled bi lahko rekli, da je Raoultov zakon poseben primer Henryjevega zakona, v katerem je kH = p*. Trditev je pravilna za pare kemijsko zelo sorodnih spojin, na primer benzena in toluena, ki se podrejajo Raoultovemu zakonu na celem območju koncentracij.  Takšne zmesi imenujemo idealne zmesi.
Na splošno lahko rečemo, da sta oba zakona limitna zakona, ki sta uporabna na nasprotnih koncih kompozicijskega območja. Parni tlak komponente, ki je v velikem prebitku (v razredčenih raztopinah je to topilo), je sorazmeren molskemu deležu, in konstanta proporcionalnosti je enaka parnemu tlaku čiste snovi (Raoultov zakon). Molskemu deležu je priporcionalen tudi parni tlak topljenca, njegova konstanta proporcionalnosti pa je drugačna in jo je treba določiti eksperimentalno (Henryjev zakon). Matematično se obe konstanti zapišeta kot
Raoultov zakon: {\displaystyle \lim _{x\to 1}\left({\frac {p}{x}}\right)=p^{\star }}
   
Henryjev zakon: {\displaystyle \lim _{x\to 0}\left({\frac {p}{x}}\right)=k_{\rm {H}}}
Druga pomembna razlika med zakonoma je, da je Raoultov zakon uporaben tudi za ne-plinaste topljence.

## Standardni kemijski potencial
Henryjev zakon je uporaben široko paleto topljencev v "neskončno razredčenih" raztopinah (x→0). Uporaben je tudi za nehlapne snovi, na primer za sladkor (C12H22O11) in kuhinjsko sol (NaCl). V teh primerih je treba v zakonu namesto delnih tlakov uporabiti kemijske potenciale. Za topljenec v idealni razredčeni raztopine je kemijski potencial odvisen od koncentracije:
{\displaystyle \mu =\mu _{c}^{\ominus }+RT\ln {\left({\frac {\gamma _{c}c}{c^{\ominus }}}\right)}\,}
pri čemer je koeficient aktivnosti γc za hlapne topljence enak
{\displaystyle \gamma _{c}={\frac {k_{{\rm {H,}}c}}{p^{\star }}}}
co = 1 mol/L.
Za neidealne raztopine je koeficient aktivnosti γc odvisen od koncentracije in ga je treba za dano koncentracijo določiti eksperimentalno. Koeficiente aktivnosti se lahko določi tudi za nehlapne topljence. Ker je njihov parni tlak zanemarljiv, se zanje uporabi Gibbs-Duhemovo zvezo
{\displaystyle \sum _{i}n_{i}\,{\rm {d}}\mu _{i}=0}
Z merjenjem spremembe parnega tlaka topila, posredno torej tudi spremembe kemijskega potenciala topila, lahko sklepamo, kakšen je kemijski potencial topljenca. 
Standardno stanje idealne razopine je definirano kot njeno obnašanje pri neskončnem razredčenju, po drugi strani pa je standardna koncentracija co   po dogovoru enaka 1 mol/L. Standardno stanje je torej stanje hipotetične raztopine s koncentracijo 1 mol/L, v kateri se topljenec obnaša, kot da je neskončno razredčen. Posledica tega je, da se mora vse neidealno obnašanje opisati s koeficientom aktivnost. Koeficienti aktivnosti pri koncentraciji 1 mol/L niso nujno enaki ena in so pogosto precej drugačni.
Vse naštete odvisnosti lahko namesto z množinsko koncentracijo izrazimo z molalnostjo: 
{\displaystyle \mu =\mu _{m}^{\ominus }+RT\ln {\left({\frac {\gamma _{m}m}{m^{\ominus }}}\right)}\,}
Koeficient aktivnosti γm za hlapne topljence bo zdaj enak
{\displaystyle \gamma _{m}={\frac {k_{{\rm {H,}}m}}{p^{\star }}}}
mo  = 1 mol/kg topila
Če se  namesto množinske koncentracije uporabi molalnost, imajo standardni kemijski potencial μmo,  koeficient aktivnosti γm in konstanta Henryjevega zakona  kH,m drugačne številčne vrednosti.